# Xross Scramble
『Xross Scramble』（クロス スクランブル）は2007年4月27日に戯画から発売された18禁ADV+ACTゲーム。

## 概要
戯画の中にあるTEAM BALDRHEADによって製作したファンディスク。「BALDR」シリーズと「DUEL SAVIOR」シリーズのコンテンツが用意されており、主にDUEL SAVIORの世界が中心として動いている。

## Scramble Savior
「Scramble Savior」はDUEL SAVIOR JUSTICEに追加されたサバイバルモードを元としたシナリオ。これまでのキャラクターの他にXross Scrambleから追加されたキャラクターも新たに増えている。

## DUEL SAVIOR 外伝 〜二人の王女〜
「DUEL SAVIOR 外伝 〜二人の王女〜」はDUEL SAVIORでサブキャラクターだったクレアを主体とした物語。ACTパートも存在している。

### あらすじ
夜の城下町を歩いていた大河は、王女クレアによく似た少女「シャルロッテ」と出会う。彼女は記憶を失っており助けようとしたが、何事もなかったかのように事件は終る。
数日後、王女クレアから呼び出され、王城の地下にあるという遺跡探索に自ら向かうと言う王女クレアの護衛を依頼された。しかし、呼び出されたことが罠であり、王家乗っ取りを企む一派によりクレアと共に謎の魔導装置により異次元に飛ばされてしまう。そして大河たちが気づいた時に目覚めた場所は、大河が住んでいた世界だった･･･････。

### 登場キャラクター
主な登場人物はDUEL SAVIOR登場人物参照。
シャルロッテ・バーンフリート（声：神咲あかり）
大河が街で出会った少女。愛称は「ロッテ」。クレアの双子の妹らしく、クレアによく似た姿をしている。本来死ぬべき存在であったが、落ち延びていた。大河とであった当初は記憶喪失で体中傷だらけであり、大河に対しても少し怯えていた。両親を殺し惨めな思いをさせられたバーンフリート王家と、双子の姉であるクレアを恨んでいる。クレアとそっくりであるが、しゃべり口調や声のトーンなどは若干違う。また、貧民として暮らしが長いせいか料理もうまい。
実は死んで生まれてきた死体をロベリアがネクロマンシーの秘術で作り出した生きた屍。偽りの記憶を与えられ、バーンフリート王家にうらみを持つと言うのも全部偽りの記憶となる。肉体が偽りのモノのため、初めから長く生きるようにできていなかった。クレアルートではディクロスに操られているだけだが、彼女のルートでは大河を助けるためにクレアと自分の役目を黙って入れ替わることによって、大河と共に行動することになる。
ディクロス（声：広野大地）
王家に仕える親衛隊長。バンフリートに仕える大貴族の家系であり、シャルロッテを使い王家を乗っ取ろうと企てている。
破滅と密かに手を結んでおり、モンスターを召喚することができる。全てはアヴァターの為に破滅と和平を結んだと主張しているが、それはあくまで貴族としての考えであり、結局は自分達の保身でしかなかった。最終的に破滅の将に力を借りて自らを化け物となる。
涼波かすり（すずなみ かすり）（声：神月あおい）
クレアと共にケーキを食べに行ったときに出会う「ファミーユ」のウェイトレス。大河とも顔なじみ。なお、名前が出てこないので名前が「ウェイトレス」となっている。
杉澤恵麻（すぎさわ えま）（ 声：Yuki-Lin）
「ファミーユ」の責任者。クレアたちがお金がなかったところ立て替えてくれる。なお、名前が出てこないので名前が「店の責任者」となっている。

## Xross SAVIOR
「Xross SAVIOR」はDUEL SAVIORの世界観のIFストーリー。DUEL SAVIORのキャラクターの他に世界観が同じ「angel breath」や世界観がまったく違う「ショコラシリーズ」や「BALDRシリーズ」のキャラクターまで登場する。また、DUEL SAVIORで登場する敵キャラクターもコメディ風に描かれている。この作品では、主人公である大河が一度戦った人間に変身し技を繰り出す新システムもできた。

### あらすじ
救世主候補として生活する当真大河は、ある夜ナナシの薬によって触れた相手に一瞬だけ変身してしまう特殊能力を身に着けてしまう。そんなある日、救世主クラスに新たな編入生がやってきた。その少女はエスカという修道士(モンク)であり、リコリスとの模擬戦で圧倒的な力を発揮し救世主候補として選ばれることになる。彼女を交え、大河たちは救世主候補として事件に巻き込まれる･････。

### 登場キャラクター

#### 『Xross Scramble』
エスカ・ロニア（声：木村あやか）
王家の推薦からフローリア学園の救世主候補として来た修道士(モンク)の女の子。他の世界から召喚されたのではなく、フローリア学園のあるレットカーパス州から離れたオーター州から来ている。素手での格闘時を中心とした戦い方で、召喚器もあるようだが能力は不明。影の実力NO.1のリコリスに勝利するほどの実力を持っている。修道院での生活が長いため世間知らず、そして無口のため救世主クラスでは中々馴染めないでいる。普段は大人しそうだが、戦闘になると生き生きとした表情になる。趣味は掃除で修道院にいた頃から真面目にやっており、汚いところがあると掃除をしたいとつねに思っている。修道院は女性しかいなかったため、恋愛関係においてはものすごく疎い。大河のイメージは他の救世主候補に尻を敷かれているところから一番弱いと認識しているようで実力を試そうとしない。
実はこの世界ではない異世界にいる神に命じられて救世主や破滅を滅ぼすためにやってきた使者。だが、純粋に強者を求めて戦いを望んでいるだけであり、けして神に完全に支配されているわけではない。
彼女の召喚器は両腕にリング状のモノが現れる『エスクラヴァージュ』。これは修道院長が彼女の強力な力を抑える為の道具であり、厳密には召喚器ではない。そのため、彼女が何も出していない時が真の力を発揮する時である。

#### 『DUEL SAVIOR』
- 本作のメインの舞台となる作品。設定などはほとんど変わっていないが、敵だった人間が味方になっていたりしている。

当真大河（とうま たいが）（声：なし）
本作の主人公でありプレイヤーキャラ。今回ナナシの怪しげの薬が原因で、一度戦った相手に短時間だけ変身してしまう能力を身につけてしまう。
当真未亜（とうま みあ）（声：歌織）
大河の義妹。大河同様の理由でアヴァターに召喚された。兄である大河のストッパーでもあるが、重度のブラコンのためストッパーと言うよりも嫉妬に近い。
リリィ・シアフィールド（声：カンザキカナリ）
救世主クラス主席の天才魔導師。本作でも大河と張り合う場面が多いが、けして仲が悪いわけでもない。
ベリオ・トロープ（声：西田こむぎ）
救世主クラス委員長の僧侶。他の救世主候補をまとめている。面倒見がいいが頭が固い。
ヒイラギ・カエデ（声：小田茉莉菜）
救世主クラスの忍者。大河の事を師匠と呼び慕う。見た目と実力とは裏腹に犬のような性格をしている。
リコ・リス（声：春日アン）
救世主クラスの召喚師。赤の書の精霊であり、赤の主である大河と契約を交わしている。異世界での無駄な知識をよく知っている。
ナナシ（声：紫苑みやび）
フローリア学園の地下墓地に住むゾンビの女の子。頭が腐っているのか、誤字がやたらと多い。本作では救世主候補に属していない。
クレア（声：神咲あかり）
王都アーグのバーンフリート王家の王女。見た目は小さく偉そうな態度をとっているが、高い知性と知識を持つ賢者。本来戦うことができないはずだが、兵士を呼び寄せたり、モンスターを召喚したり、魔道兵器レベリオンを起動させたりととんでもない戦い方をする。
イムニティ（声：水鏡）
リコと同じ書の精霊。本編では破滅の将はずだが、今作では味方。救世主候補ではないものの、白の主である未亜と契約しているので救世主候補と行動を共にする。未亜のことを常に気にかけており、未亜に弱い。未亜からは「イムちゃん」と呼ばれている。少しツンデレ属性が混じっており、リリィ同様に大河と張り合うことが多い。リコ同様ご飯をよく食べる。
ミュリエル・シアフィールド（声：大波こなみ）
フローリア学園の学園長。リリィの義理の母親であり稀代の天才魔道士。
セルビウム・ボルト（声：石川大介）
傭兵科の生徒。大河の親友で、大河に劣らないぐらい女好き。
ダリア・クラフォード（声：松下雅）
学園の戦技科教師。妙に明るいノリのした女性。彼女が戦うことはないが、クレアの技で登場する。
ダウニー・リード（声：成田剣）
学園の教養学科教師。落ち着いた物腰をしており、よく大河に嫌味を言う。魔術に長けている。
ブラックパピヨン（声：西田こむぎ）
ベリオのもう一つの人格。怪しげなコスチュームに身を包んだ女怪盗で、ベリオが気を失っている時のみ行動する。
ロベリア・リード（声：紫苑みやび）
破滅の副幹。死体を操るネクロマンサーにして魔法騎士。今回は、他の破滅の将とコントのような会話を繰り広げたりとコミカルな部分が増えた。
シェザル（声：前川健志）
破滅の将の一人。暗器使いの暗殺者。今回は学園に潜入する上で、仮面を外して変装していたつもりしているなど、間抜けな部分が増えた。
ムドウ（声：宮林康）
破滅の将の一人。大型の剣を振り回す巨漢の忍者。
ルビナス（声：紫苑みやび）
1000年前の救世主候補の一人。直接名前を呼ばれるわけではないが、エスカと出会ったときや大河とエスカが戦う前に励ます時だけ登場する。

#### 『angel breath』
- DUEL SAVIORと同系列作品。同じ用語が出てきているが、直接の関わりはない。ほとんどのキャラは王立病院で出て来るが、ガブリエルのみ王都の地下道に出てくる。

壱岐つばさ（いちき-）（声：さくら）
王都アーグの王立病院に勤めている看護士。大河がリリィを連れ去ろうとしていると勘違いをして戦いを挑んでくる。
白井寧々子（しろい ねねこ）（声：かわしまりの）
王都アーグの王立病院に勤めている看護士。過去の世界の『破滅の将』の一人で、ワータイガーの血を引いている。本来は心優しいが気弱でドジな女の子であり、救世主候補と戦わないために記憶喪失のフリをしている。
クリミア（声：柴田蕗）
王都アーグの王立病院に勤めている看護士。過去の世界の『救世主候補』の一人。この世界に飛ばされた際、記憶喪失となっている。「ボク」少女。大河の事を「おじさん」と呼んで大河にショックを与えた。
召喚器は巨大な剣「コスモス」。だが、記憶を失っているため召喚器の声を聞くことはできない。
森里知香（もりさと ちか）（声：和葉）
王都アーグの王立病院に勤めているエリート看護士。つばさと同様の理由で戦いを挑んでくる。
ガブリエル（声：みる）
アヴァターの魔法科学によって作られたメイド型ロボット。王都の地下道で進入してくるゾンビを撃退しながら掃除をしている。よく、首がもげるらしく大河が初めて出会ったときもナナシの同族と勘違いした。

#### 『ショコラ 〜maid cafe "curio"〜』
- ショコラシリーズの作品。王都アーグにあるメイド酒場「キュリア」の店員として登場する。大河は地下道から偶然ここに来てしまう。

真名井美里（まない みさと）（声：桜井美鈴）
王都アーグにあるメイド酒場「キュリア」の看板店員。
結城すず（ゆうき-）（声：鷹月さくら）
王都アーグにあるメイド酒場「キュリア」の店員。幼く見えるが玲愛と同じ歳。
大村翠（おおむら みどり）（声：松下雅）
王都アーグにあるメイド酒場「キュリア」のフロアチーフ。大河をメイド酒場破りと勘違いする。
桜井真子（さくらい まこ）（声：鳩野比奈）
王都アーグにあるメイド酒場「キュリア」の定員。
橘 さやか（たちばな-）（声：かわしまりの）
王都アーグにあるメイド酒場「キュリア」のコック。
秋島香奈子（あきしま かなこ）（声：乃田あす実）
王都アーグにあるメイド酒場「キュリア」の常連客。大河が榊原と戦う前に助言を与える。
榊原（さかきばら）（声：一条和矢）
王都アーグにあるメイド酒場「キュリア」のマスター。通称バラさん。何故か『当て身』の達人。

#### 『パルフェ 〜ショコラ second brew〜』
- ショコラシリーズの作品。二人の王女ではかすりと恵麻が出ているが、こちらでは花鳥玲愛がゲスト出演しており、ショコラのキャラと一緒に登場する。

花鳥玲愛（かとり れあ）（声：松永雪希）
王都アーグにあるメイド酒場「キュリア」の新人店員。偶然大河と女子更衣室(しかも、彼女のロッカーから)で出会ってしまったことで戦うハメになる。性格からリリィとは似た者同士で妙に気が合う。大河の事を「痴漢男」と呼び、大河は彼女を「暴力メイド」と呼ぶ。

#### 『この青空に約束を―』
- ショコラシリーズの作品。学園と同じ州の外れにある離島『南サコー島』の島民として登場する。大河たちは謎の巨大な影の調査のため、この島に来ることになる。

沢城 凛奈（さわき りんな）（声：河合春華）
高台の上にあるつぐみ寮の住人。大河と出会ったとき少し印象が悪かったが、すぐに仲良くなる。最後の記念として大河と戦うことになる。
羽山 海己（はやま うみ）（声：石川乃奈）
高台の上にあるつぐみ寮の住人兼食事係。裏庭の家庭菜園の管理人もしている。
浅倉 奈緒子（あさくら なおこ）（声：篠崎双葉）
高台の上にあるつぐみ寮の住人。この島の学園の生徒会長を務めている。
六条 宮穂（ろくじょう みやほ）（声：草柳順子）
高台の上にあるつぐみ寮の大家。元学園理事長の孫で現理事長。
藤村 静（ふじむら しず）（声：北都南）
高台の上にあるつぐみ寮の住人。無口で大人し目の少女。
桐島 沙衣里（きりしま さえり）（声：紫苑みやび）
高台の上にあるつぐみ寮の寮長。この学園の教師も務めている。

#### 『BALDR FORCE』
- BALDRシリーズからゲスト出演。固まって登場せず、キャラクターもたった二人しか登場しない。

水坂憐（みずさか れん）（声：まきいずみ）
『南サコー島』の南の方にあるサトウキビ畑にいた少女。兄を探しており、サトウキビ畑で偶然大河と出会う。精神的に不安になると、巨大な黒い球体が彼女を守ろうとする。大河の事を「大河お兄ちゃん」と呼ぶ。
ゲンハ（声：鳥山朋一）
王都アーグを襲った大規模な盗賊団の首領。謎の鎧を身に包み、リリィなどの救世主候補を倒した実力者。品性がかけているため、救世主候補から不評を受けている。

#### 『チアフル!』
- フローリア学園のチアリーディング部として登場。破滅が目の前にいるのに妙にノリが軽い。

桜木百合香（さくらぎ ゆりか）（声：こいでりこ）
フローリア学園のチアリーディング部の部員。洗脳された状態で大河と戦うことになる。
橘美雪（たちばな みゆき）（声：小田茉莉菜）
フローリア学園のチアリーディング部の部長。
秋野もみじ（あきの-）（声：みる）
フローリア学園のチアリーディング部の部員。
夏木双葉（なつきふたば）（声：桜井ゆう）
フローリア学園のチアリーディング部の部員。
白樺梢（しらかばこずえ）（声：大波こなみ）
フローリア学園のチアリーディング部の部員。

#### 『ヴァリアブル・ジオ』
- 辺境の村の女の子として登場。救世主候補である大河と互角に戦う実力者となっている。

武内優香（たけうち ゆか） （声：森藍子）
レッドカーパス州の辺境の村に住んでいる少女で優の姉（苗字が違うのは気にしてはいけないらしい）。空手の達人であり、王都開催の格闘大会を三連覇した実力者でもある。「ボク」少女。
飛鳥優（あすか ゆう）（声：三重野亜未）
レッドカーパス州の辺境の村に住んでいる少女。村の道場の娘で格闘技を得意としている。この村を守るために、あえて村に残り姉と共に戦っている。彼女も「ボク」少女。

## BALDR FORCE Re-Action
「BALDR FORCE Re-Action」はBALDR FORCEシリーズを元としたシナリオ。BALDR BULLET "REVELLION"のメインキャラクターも登場する。
「ストーリーモード」では全19面で、次のステージに進むごとに待ち受けるボスと戦う（透とみのりを除く）。ある条件を満たせば「サバイバルモード」が出来るようになり、20面以降もプレイ可能になる。その場合、ボスの数も複数になり全体的な難易度も増す。

### あらすじ
いつものようにダイブした透。しかし本部からの応答が無く、そしてなぜか自分が何の作戦を受けたか記憶に無い…。次の瞬間敵襲を受け、透はやむをえず先に進むことになる。

### 登場キャラクター
BALDR FORCE
- 主な登場人物についてはBALDR FORCEの登場人物を参照。

相馬透 声：浦田優
水坂憐 声：まきいづみ
瀬川みのり 声：戸沼ゆず
紫藤彩音 声：坂本翔子
笹桐月菜 声：芹園みや
リャン 声：生稲誓子
バチェラ 声：鮎川守
八木澤宗次 声：佐倉徹
クーウォン 声：リッキー力
ゲンハ 声：鳥山朋一
BALDR BULLET "REVELLION"
セルゲイ・カークランド 声：畠山亮二
カーナ・アビトボル 声：春日アン
レベッカ・プルシェンコ 声：みる
フェイ・マリニナ 声：大波こなみ
テレジア・アニシア 声：静野ももか
デュラハン・カニンガム 声：石井康嗣
レナ・ブッティリスカヤ 声：Yuki-Lin
ステファン・ベルナンデス（ステイ＝ハイ） 声：TAGOSAKU

## 主題歌
- 主題歌:Divine
歌:ave;new feat.C;LINE